# Homalanthus stillingifolius
Homalanthus stillingifolius är en törelväxtart som beskrevs av Ferdinand von Mueller. Homalanthus stillingifolius ingår i släktet Homalanthus och familjen törelväxter. Inga underarter finns listade i Catalogue of Life.